# A magyarországi közszolgálati média kritikái
Ez a szócikk áttekintést ad időrendben a magyar közszolgálati médiát körülvevő vagy érintő kritikákról és botrányokról.

## 1957–1990
Mint a Kádár-rendszer egyik legfontosabb tömegtájékoztató médiuma, a Magyar Rádióból 1974-ben kiválva önállósult Magyar Televízió hírszerkesztési struktúráját is 1986-ig az MSZMP Központi Bizottságának Agitációs és Propaganda Osztálya (APO) által kijelölt direktívák határozták meg. A műsorok ellenőrzésére létrehozták az Állami Rádió és Televízió Bizottságot. A kulturális és művelődési műsorok irányvonalát pedig az Acél György nevéhez fűződő legendás Tűrt, Tiltott és Támogatott kultúrpolitika formálta. Nem a pártatlan, objektív tájékoztatás volt a fő szempont, hanem lényegében a állam vezetése által jóváhagyott műsorok, hírek közvetítése, akár hazugság vagy elhallgatás árán is. A rendszer legitimitását, ideológiai alapjait tilos volt megkérdőjelezni. (Például a szovjet megszállás tényét, a proletárdiktatúra szükségességét, a teljes foglalkoztatottság miatt a gyárkapun belüli rejtett munkanélküliség tényét, 1956 keményvonalas kádárista értékelését, Kádár János személyét, a kiterjedt szociális ellátórendszer következtében a nyolcvanas évekre ugyan mérséklődő, de megmaradó szegénység tovább élesét.) A rendszerkritikus, a pártot és a kommunizmust bíráló, a rendszer számára kényelmetlen tematikájú műsorok sem kerülhettek bemutatásra. A televízió a államszocialista puha diktatúra propagandájának egyik meghatározó eszköze volt. Az 1986. évi II. törvény (sajtótörvény) a rádió- és a televízióműsorokra is vonatkozott.

## 1990–2010
A rendszerváltásig után, az Antall-kormány és a Boross-kormány alatt a Magyar Televízió 1-es programját kormánypárti elfogultsággal vádolták, amely főleg a hírműsorok esetében volt érezhető, mint a Híradó és A Hét esetében. A Híradóban az ellenzéki politikai pártokat negatív színben tüntették fel. Ez az éles belpolitikai csatározásoktól fűtött időszak Médiaháború néven került be a közbeszédbe és a korabeli sajtóba. Több tanulmány megállapította, hogy az Antall- és Boross-kormány alatt a Híradó belföldi híradásainak 84 százalékos arányban a kormánypártokkal, 16 százalékban pedig az ellenzéki pártokkal foglalkozott.
A Horn-kormány alatt elfogadott első médiatörvény hatására javult kicsit az arány, azonban még így is számottevő mértéket mutatott a kormánytöbbség a napi hírekben 72 százalékkal és mindössze 28 százaléknyi anyag számolt be az ellenzék munkájáról. Ez a tendencia a későbbi kormányok esetében közel változatlan maradt.
2010: Mong Attila egy perces csendje a második médiatörvény ellen
2010. december 21-én  a Kossuth Rádió 180 perc című műsorában Mong Attila műsorvezető a szerkesztőjével, Bogár Zsolttal egyetértésben egyperces csenddel tüntetett az Országgyűlés által aznap elfogadott, sok vitát kiváltó második médiatörvény ellen. A Magyar Rádió ezután felfüggesztette őket állásukból és munkajogi eljárást indított ellenük. Egy héttel később ugyanebben a műsorban a vendégként meghívott Jászberényi Sándor újságíró szolidaritásból szintén egy perc csenddel kezdte az interjúját, de lekeverték az interjút, majd folytatódott a műsor Jászberényi nélkül. Később az eljárást megszüntették, de Mong távozott az MR-től. Bogár Zsoltnak két hónappal később mondtak fel a közmédiás átalakítások idején.
A 2011-ben hatályba lépett 2010. évi CLXXXV. törvény (második médiatörvény) törölte az 1996. évi I. törvény (első médiatörvény) és az 1986. évi II. törvény (sajtótörvény) érvényességét.

## 2011–
A 2011-től működő Médiaszolgáltatás-támogató és Vagyonkezelő Alapot (röviden: MTVA) többször érték olyan kritikák, hogy hangsúlyosan és gyakran kizárólagosan az azt létrehozó Fidesz-kormányzat véleményeit és nézőpontját közvetíti. A médiumot megalakulása óta számos bírálat érte, miszerint a második Orbán-kormány azzal a céllal hozta létre, hogy azon öncélúan kormánypropagandát közvetítsen. Több esetben hírhamisítás is történt, amikor egy esemény eredeti információit, illetve körülményeit hamis látszatot keltve utólagosan manipulálták, vagy eleve valótlanságokat állítottak róluk.

### 2011–2019
- 2011: Hírmanipuláció a Híradóban

2011-ben Daniel Cohn-Bendit európai parlamenti képviselőt magyarországi látogatásakor negatív színben tüntették fel a riportokban.
- 2011:  A „Lomnici–riport” a Híradóban

2011. december 3.-i Híradó egyik összeállításában az Emberi Méltóság Tanácsa sajtótájékoztatóján készült Tőkés László–interjú hátterében kiblőrözött részről az Index.hu megírta, hogy a rész Lomnici Zoltán emberjogi biztost, a Legfelsőbb Bíróság egykori elnökét takarta el. Az Index.hu által idézett források azt állították, hogy Lomnici régóta tiltólistán volt a köztévében. Az összeállítást készítő állítása szerint a főnökei döntötték el, hogy a képet kinagyítják, hogy a Tőkés László mögött nem látszódjon Lomnici, de a vágónak nem adtak egyértelmű utasítást, így ment le végül a főbíró arcát kiblőrözve a riport (később a Híradó adásából utólag megvágott, retusálatlan változat került fel a televízió online médiatárába). 2011. december 15.-én Élő Gábort, a  MTI Hírcentrum vezetőjét azonnal hatállyal elbocsájtották, Papp Dánielt, az MTVA hír- és hírháttérműsoraiért felelős főszerkesztőjét pedig felmentették a munkavégzés alól. A riportot készítőt később áthelyezték és nem hosszabították meg a szerződését.
- 2012: A Schmitt Pál–interjú

2012. március 30-án Schmitt Pál, a Fidesz által delegált akkori köztársasági elnök plágiumügye miatt adott interjút a közmédiának, ahol az interjút készítő Obersovszky Péter semlegesség helyett meglehetősen szervilisen, nyílt szimpátiát felvállalva viszonyult Schmitthez.
- 2014: Az EJEB által ítélt kártérítés a közmédiás riporternek

2014 végén az Emberi Jogok Európai Bírósága kártérítést ítélt meg egy volt köztévés riporter, Matúz Gábor ügyében, aki korábban azt állította, hogy a televízió kulturális igazgatója cenzúrázta a munkáját, emiatt munkaszerződésének megszegése miatt bocsátották el az MTV-ből, mert a szerződés előírta, hogy nem hozhat nyilvánosságra olyan információt, amelyhez munkavégzés közben jut hozzá, és amellyel hátrányt okozhat munkáltatójának.
- 2016: Új Média Szolgáltató és Teletext Kft. körüli pénzügyi visszásságok

2016-ban az Új Média Szolgáltató és Teletext Kft., az MTVA egyik leányvállalata tartalomfejlesztésre hivatkozva egy korábban 4,3 millió Ft-ért elkészített, egymáshoz hasonlító weboldalakat és hozzájuk tartozó több mint száz domain-t vásárolt meg összesen 120 millió Ft-ért. A domain-ek és a weboldalakat eladása mögött Várhegyi Attila korábbi FIDESZ-kabinetfőnök és családja volt köthető. A MTVA leányvállalatánál emellett az Állami Számvevőszék problémákat is talált, amely végül 2019-ben végelszámolással megszűnt.
- 2016: Az MTVA vezérigazgató-helyettes lehallgatási botránya

2016 márciusának végén Vaszily Miklós, az MTVA egy évvel korábban kinevezett operatív vezérigazgató-helyettesének irodájában és a tárgyalóban – egy beázással kapcsolatos karbantartói munka során– lehallgatókészülékeket találtak. A képi rögztítőt a vezérigazgatói kabinetet vezénylő Enyedi Csaba irodájában találták meg, további képrögzítő készülékkel együtt. Ezenkívül Vas Imre üzemeltetési igazgató szobájában is találtak kép- és hangrögzítő berendezést. A Készenléti Rendőrség Nemzeti Nyomozó Iroda tiltott adatszerzés bűntett elkövetésének gyanúja miatt folytatott nyomozást ismeretlen tettes ellen. MTVA-s vezetőket gyanúsított meg a rendőrség a lehallgatási ügyben, ketten felmentésüket kérték a nyomozás végéig. Bár kamerás felvételek bizonyították ki, mikor és mivel érkezett a készülékek telepítésére,  kilenc hónappal később megszüntették a nyomozást. Az ügyészség indoklása szerint "az MTVA irodái, illetve tárgyalói nem lehetnek a tiltott adatszerzés elkövetésének helyszínei”.
- 2018: Az MTVA székházban történt erőszakos fellépés

2018. december 17-én az MTVA székházába behatoló ellenzéki országgyűlési és európai parlamenti képviselőket a fegyveres őrök erőszakkal kidobták. A rendőröket nem engedték be a székházba, a képviselőkhöz tartó mentősöknek is gátolták a bejutását. A képviselők pert is indítottak az eset után, a bíróság pedig megállapította, hogy jogtalan volt a képviselők erőszakos eltávolítása. A DK képviselői az ítélet után, 2019. szeptember 28-án ismét megjelentek a székháznál, hogy beolvassák közleményüket az MTVA adásába, ezt végül csak egy kamerába olvasta fel Vadai Ágnes képviselő, de adásba így sem került, ott csupán „ellenzéki cirkuszként” szerepelt az incidens. Két nappal később már az MTVA megbízott igazgatójával, Papp Dániellel tárgyaltak az épületben ellenzéki képviselők, kifogásolva, hogy alig jelenítenek meg ellenzéki politikusokat és véleményeket. Papp tagadta a felelősségét és a Médiatanácsot nevezte meg, ahova panasszal fordulni lehet. Hadházy Ákos független képviselő szerint Papp semmire nem válaszolt érdemben, valamint arról beszélt, hogy ki kell kényszeríteni egy konszenzusos vezetőt az MTVA élére. A csatorna műsorában a valóságtól eltérően úgy állították be Hadházy nyilatkozatát, mintha a „kikényszerítés” a műsorszerkesztésre vonatkozott volna. Utóbb a Médiatanácsot is elmarasztalta a Fővárosi Törvényszék, mert a kormányközeli személyekkel feltöltött grémium nem látott aggályt abban, hogy az ellenzéki képviselők megnyert pere kapcsán 2019. szeptember 27-én a közmédia Ma este című műsorában részrehajló és csak a közmédia ügyvédeivel jelen lévő „Ellenzéki képviselők fenyegetik a közmédiát” című riport ment le, kihagyva az ellenzék megszólalási lehetőségét.
- 2019: Karácsony Gergely főpolgármester mellőzése az önkormányzati választási győzelme után

A 2019 októberében tartott önkormányzati választáson budapesti főpolgármesterré választott ellenzéki Karácsony Gergelyt még 2020 januárjáig sem hívta meg az MTVA egyetlen műsorába sem. Karácsony nem is titkolta, hogy nem is különösebben számol a sok tízmilliárdból fenntartott közmédiával, amit szerinte alig néz valaki, míg interneten sokkal több embert ér el. Az ezzel foglalkozó nyilatkozat közismertté válása után január 21-ére viszont már meghívást kapott az MTVA-hoz, ahol meg is jelent. Az interjút azonban így is meglehetősen provokatívra alakította a csatorna, Karácsony azonban minden kötözködő kérdést igyekezett leszerelni. Ugyanekkor az interjú előtt és után is a főpolgármestert kritizáló összeállításokat sugároztak. Az esetre a MÚOSZ is kritikát fogalmazott meg az MTVA-val szemben, kivizsgálást kérve a Médiatanácstól, miután szerintük a csatorna törvényt sértett. A Médiatanács azonban jogi lehetőségei hiányosságaira hivatkozva elirányította magától a kérést. Értesülések szerint az MTVA-n belül is megosztott volt az interjú értékelése.

### 2020–
- Bende Balázs, a közmédia külpolitikai főszerkesztője 2020. március 14-én, a Világ című műsorban tett nyíltan kormánypárti és az ellenzéket dehonesztáló megjegyzéseket.[53] (Bende egykor – több más Fidesz-kormánytaghoz hasonlóan – szintén Soros György ösztöndíjprogramjával tanult külföldön, akit az MTVA-n is többször kritizáltak.)[54] Korábban Németh Balázs bemondó is többször fűzött hírekhez az ellenzéket illető, sarkos magánvéleményt, amit a Médiatanács is elítélt.[55][56] Bende később is számos sajátos, Sorost kritizáló megjegyzést tett, átvéve a kormányzat azon véleményét, miszerint „Soros megrendelésére kritizálják” intézményi szinten Brüsszelben a magyar kormányt.[57][58] Egy később kiszivárgott hangfelvételen pedig szintén Bende és Németh Zsolt csatornaigazgató beszélt egy 2019. március 25-én tartott értekezleten arról, hogy hogyan kell az MTVA-nál az ellenzéket negligálni. Bende úgy fogalmazott, hogy „ebben az intézményben nem az ellenzéki összefogást támogatják”, és akinek ez nem tetszik az azonnal adja be a felmondását.[59]
- A 2020-as koronavírus-járvány idején a független, kormánnyal kritikus hangot is megütő médiumokról szóltak lejárató hangon, többek közt „álhírgyártással” vádolva őket, mert a járvány miatt támogatást kértek az olvasóiktól, amit egyébként a járvány előtt is megtettek.[60]
- Az osztrák külügyminisztérium elégedetlenségének adott hangot, miután 2021. április 7-én a magyar közszolgálati televízió M1 csatornáján lement egy osztrák újságírót, Franziska Tschinderle-t lejáratni kívánó anyag, amiben azért kritizálták a riportert, mert szerintük „provokatív, kérdésnek álcázott állításokat” tett fel a Fidesz EP-delegációjának Orbán Viktor Matteo Salvinivel és Mateusz Morawieckivel „európai reneszánsz” néven épülő új szövetségével kapcsolatban. Az anyag szintén Bende Balázshoz köthető. Az osztrák külügy szerint a média alapvető feladata, hogy kritikus kérdéseket tegyen fel, ezért elfogadhatatlannak tartják az M1 Franziska Tschinderlével szembeni eljárását. Az ügy miatt Alexander Schallenberg osztrák külügyminiszter Szijjártó Péter külügyminisztert is megkereste, aki válaszul „liberális álhírgyártásról és annak kettős mércéjéről” írt Facebook-bejegyzést. Tschinderle úgy reagált, hogy az ügytől függetlenül tovabbra is figyelemmel követi a magyar médiahelyzetet.[61][62][63] Egy napra rá újabb Bendéhez köthető anyag jelent meg, amiben tájékoztatás helyett szintén dehonesztálóan minősítik az osztrák riporter tevékenységét.[64] A Telex interjút is készített Tschinderlével, aki elmondta, hogy semmilyen provokáló szándéka nem volt a kérdéseinek, csak a munkáját végezte.[65] Közben az M1-en egy napon belül már a negyedik lejáratónak szánt anyag is megjelent,[66] a kormányközeli médiumokat képviselő Magyar Nemzeti Médiaszövetség pedig személyeskedésektől sem mentes kritikát tett közzé az ügy kapcsán.[67] Az Európai Újságírók Szövetsége a Tschinderlével történteket az Európai Tanács elé vitte, ahol a magyar kormánynak kell magyarázatot adnia a történtekre.[68]
- Az M2 Petőfi TV-n sugárzott, 18-as korhatárral adásban került Jessica Jones című sorozat epizódjaiból kivágták az összes homoerotikus szerelmi jelenetet.[69]
- A 2019-es Eurovíziós Dalfesztivál alatt Bubnó Lőrinc, a magyar eurovíziós delegáció vezetője egy interjú keretein belül elmondta, hogy a Duna csatorna megfontolja a 2012 óta futó válogatóműsor, A Dal nagyobb helyszínen történő lebonyolítását, és elképzelhetőnek tartják, hogy változásokat vezetnek be a műsorba. Ennek ellenére a MTVA hivatalosan nem erősítette meg a részvételét a 2020-as Eurovíziós Dalfesztiválra, habár október végére egyértelmű lett, hogy A Dal című műsor keretében nem az eurovíziós indulót fogják kiválasztani a következő évben.[70][71] Az MTI október 25-én a következő mondatot írta meg A Dal 2020 indulásával kapcsolatos sajtóanyagban, mellyel teljesen bizonytalanná vált a magyar részvétel: "a műsor készítői úgy döntöttek, hogy jövőre az eurovíziós indulás helyett közvetlenül a magyar könnyűzene tehetségeit, az általuk létrehozott értékteremtő produkciókat segítik". 2019. november 13-án hivatalossá vált, hogy Magyarország nem vesz részt a dalfesztiválon. A magyar közmédia döntésével kapcsolatosan számos hazai sajtóorgánum foglalkozott, a TV2 Tények című magazinműsorában beszéltek róla elsőként, miután pedig végleges lett a döntés, több internetes oldal azzal magyarázta a visszalépést, hogy vélhetően az MTVA számára túl meleggé vált az Eurovíziós Dalfesztivál.[72] Ezt követően a brit The Guardian is foglalkozott a témával,[73] melynek köszönhetően nemzetközi visszhangot váltott ki a legnagyobb újságoknál, többek között a The Independent, a Deutsche Welle, a Sky és az SBS is foglalkozott az üggyel.[74][75][76][77] Ennek következményeként az MTVA közleményben reagált az őket ért vádakra, állításuk szerint semmilyen produkció, esemény vagy rendezvény kapcsán nem tartják számon senkinek a szexuális beállítottságát,[78] habár a válogatóműsor kétszeres versenyzője, Petruska András Facebook-oldalán úgy fogalmazott, hogy korábban a műsor készítőivel folytatott beszélgetései során kiderült, hogy az "Eurovízió és az MTVA által képviselt értékek nem egyeztethetőek össze".[79] Bencsik András, a Magyar Demokrata főszerkesztője még a visszalépés okait firtató cikkek tömeges megjelenései előtt éppen ezeket a felvetéseket erősítette meg, amikor a Hír TV Sajtóklub című műsorában úgy vélekedett Magyarország távolmaradásáról, hogy az "Eurovízió egy gusztustalan homoszexuális flottatüntetés", valamint azt mondta, hogy "mentálhigiénés okból is örvendetesnek tartom, mert nagyon sok fiatalkorú azt hitte, hogy ez egy 18 éven aluliaknak való dolog, miközben itt ilyen visítozó transzvesztiták meg szakállas nők rombolták a közízlést" – utalva a dalfesztivál korábbi győzteseire, Dana Internationalre és Conchita Wurstra, akik 2019-ben vendégfellépőként szerepeltek a versenyen.[80] A dalfesztiváltól való visszalépést követően ez volt az első alkalom, hogy az MTVA megszólalt az ügyben, majd innentől kezdve napi szinten jelentek meg kormányközeli politikai elemzők nyilatkozatai az M1 aktuális csatorna különböző műsoraiban, melyben balliberális csúsztatásnak[81] és a közmédia lejáratásának[82] nevezték az Eurovíziós Dalfesztivállal kapcsolatos írásokat. Mindezek ellenére az MTVA továbbra sem indokolta, hogy miért döntöttek úgy, hogy nem indulnak a megmérettetésen.[83] A magyar könnyűzenei szakma nem értett egyet a közmédia döntésével, Wolf Kati, a 2011-es Eurovíziós Dalfesztivál magyar versenyzője szerint például ez egy hatalmas lehetőség egy előadó számára; ő úgy fogalmazott, hogy "el kell indulni a versenyen, nem csak otthon ülni".[84] Mindezen túl az MTVA megszakította a kapcsolatot azon újságírókkal is, akik részben vagy teljes egészében az Eurovíziós Dalfesztivállal foglalkoznak, illetve korábban rendszeresen, akkreditált újságíróként vettek részt az eseményeken. Közülük senkit sem hívtak meg A Dal 2020 sajtótájékoztatójára sem,[85] illetve a megkereséseikre sem reagáltak érdemben, amikor októberben szárnyra kaptak az első hírek a lehetséges visszalépés kapcsán. 2023-ra az is kimutatható volt, hogy a nemzetközi nevezés nélküli A Dalra egyre kevesebben kíváncsiak, míg a dalfesztiválokat a közmédia sugárzásának elmaradása ellenére is sokan követték az interneten.[86]
- A kormányközeli médiumok, így az M1 napi aktuális csatorna online felülete, a hirado.hu dehonesztáló stílusban írt ellenzéki politikusokról, kifejezetten a 2021-es ellenzéki előválasztás idején: 2021. október 3-án, az oldalon megjelent cikkben az ellenzéket, főleg Karácsony Gergely főpolgármestert – és akkor még miniszterelnök-jelölt jelöltet – kritizálták rendkívül közönséges és személyeskedő kifejezéseket sem mellőzve.[87][88]
- 2021. október 26-án az MTVA Jó napot, Magyarország! című rádióműsorában tényként hangzott el a nem sokkal korábban bemutatott Elk*rtuk című film cselekményéből származó feltételezés, hogy a Gyurcsány Ferenc által elmondott őszödi beszéd kiszivárgása után történt rendbontások hatósági megtorlása és túlkapásai mögött Gyurcsány felesége, a közben ellenzéki miniszterelnök-jelöltségre is pályázó Dobrev Klára állt volna. A filmben számos cselekmény feltételezéseken alapult, amit a kritizálók és a filmben szereplő valós közszereplők a kormányzat összeesküvés-elméletének minősítettek. Gyurcsány pártja, a Demokratikus Koalíció ezért bejelentette, hogy a rádióban elhangzottak miatt beperli az MTVA-t.[89][90] Az MTVA később helyreigazítást közölt, amiben elismerték, hogy valótlanságokat állítottak a műsorban.[91]
- Irene Khan, a szólás- és véleménynyilvánítás szabadságának védelmével foglalkozó ENSZ szakértő hivatalos magyarországi látogatást tett 2021 novemberében, ahol egyebek mellett kritikát fogalmazott meg a hangsúlyosan egyoldalú médiatájékoztatás, valamint a kormány médiumokra gyakorolt befolyásolása miatt. Közölte: „Egy demokráciában nem létezhet információs monopólium.” Khan Papp Dániellel, az MTVA vezérigazgatójával, valamint Dobos Menyhérttel, a Duna Médiaszolgáltató Nonprofit Zrt. vezérigazgatójával is egyeztetett. Ennek kapcsán Dobos az M1-en arról beszélt, hogy komoly kontrollmechanizmus működik a közmédiában, amit elsősorban a törvényi szabályozás garantál, hiszen a kuratóriumot a parlament választja paritásos alapon, vagyis ellenzéki képviselők is tagjai a testületnek. Ezen felül működik a tartalomért felelős, azt kontrolláló grémium is. Ez a Közszolgálati Testület, amely Dobosék szerint a társadalom minden szeletét lefedi, helyet kapnak benne a történelmi egyházak képviselői mellett a Magyar Olimpiai Bizottság vagy a Magyar Művészeti Akadémia delegáltjai is. Ha ők nincsenek megelégedve a tartalommal, kezdeményezhetik a vezérigazgató felmentését is. Dobos szerint politikai befolyásolásukra csak akkor volt példa, amikor 2018 decemberében a „rabszolgatörvény” elleni tüntetések idején ellenzéki politikusok a követeléseiket akarták beolvasni az állami tévében, ami Dobos szerint „szégyen volt a magyar demokrácia történetében.”[92][93]
- 2021 decemberében az MTVA egyik, határon túli magyarok kettős állampolgárságáról szóló népszavazás évfordulójáról megemlékező riportjában egy Paizs Andrea nevű „erdélyi születésű fiatal” szólalt meg az ellenzéket hosszasan kritizálva, de az már nem derült ki a riportból, hogy Paizs a Miniszterelnökség egyik munkatársa. A közmédia már máskor is kormányhoz vagy a Fidesz pártszervezeteihez kötödő riportalanyokat mutatott be civilként, akik az Orbán-kormány intézkedéseit méltatták.[94]
- 2021. december 10-én Orbán Viktor rendszeres péntek reggeli rádióinterjújában még csak kérdés szintjén sem hangzott el, hogy néhány nappal korábban Völner Pál államtitkár és igazságügyminiszter-helyettes ellen eljárás indult korrupciós bűncselekmények vádja miatt. Ilyen magas szintű politikust ugyanis addig még nem vádoltak meg bűncselekménnyel Magyarországon.[95] Korábban már váltottak le Orbán rádióinterjúit vezető riportert, mert időnként kritikusabban is meg mert nyilvánulni az interjúk során.[96]
- 2022 februárjában a nem sokkal korábban kirobbant orosz-ukrán háború kommunikációja kapcsán indult polémia, miután a konfliktust a valósággal szemben az MTVA szakértői Ukrajna agressziójaként tálalták.[97] Az ott megjelenő álhírek miatt az ellenzék a 2022-es magyarországi országgyűlési választás miatt az országban tartozkodó EBESZ delegációhoz, Ungár Péter LMP-s politikus pedig a Médiatanácshoz fordult. Az ügy miatt Dobos Menyhért és Papp Dániel MTVA-vezetők közös közleményben utasították vissza a „független magyar közmédiát támadó baloldal nyomásgyakorlását”. Közölték, hogy ők szintén a Médiatanácshoz fordulnak. Közben petíció is elindult Polyák Gábor, az ellenzék sajtópolitikai kabinetvezetője részéről, amivel Papp Dániel lemondatását kívánják elérni.[98][99][100] Ellenzéki politikusok később is kritizálták a közmédiát a konfliktust érintő valótlan hírek miatt,[101] miközben a Médiatanács – melyben csak kormánypárti delegáltak voltak – úgy nyilatkozott, hogy a közmédia bírálatai „alkalmasak lehetnek a közvélemény megtévesztésére és a közhangulat indokolatlan felkorbácsolására”, ezért a közleményében „a józan hangvétel megőrzésére, a szabad, sokszínű, és kiegyensúlyozott tájékoztatás befolyásmentes fenntartására” hívta fel a figyelmet.[102]
- 2022. március 6-án az egyesült ellenzék tiltakozást tartott az MTVA székháza előtt, ahol az ellenzéki politikusok a közmédiát elmarasztaló felszólalásokat tartottak, kiemelve az állami cenzúrát, propagandát és az ellenzék kizárását.[103] Az eseményre reagálva Németh Balázs bemondó – nem először – saját kritikájának adott hangot élő műsorban.[104] Ezután közölte Dobos Menyhért, hogy március 16-tól a 2022-es választás előtt „törvényi kötelezettségén túl is” biztosít médiafelületet a pártoknak a közmédia, ami 5 percet jelent az M1 és a Kossuth Rádió reggeli műsorsávjában.[105]
- Közben 2022 márciusában nyilvánosságra hozott információk alapján kiderült, hogy a közmédia a kormány megrendelése alapján cenzúráz vagy közöl híreket, ha azok politikailag relevánsnak számítanak: ezek szerint míg Orbánnal vagy más Fidesz közeli személyekkel kapcsolatos hírekkel kiemelten kellett foglalkozni, addig a kormánynak kínos ügyek híreit megszűrték, kihagyták, vagy egyeztetési kötelezettség előzte meg a publikálásukat, mint például az ellenzékről, a koronavírus-járványról, a jogállamisági vitákról, a gyermekvédelmi törvényről, a migrációról, az egyházakról, Donald Trump választási vereségéről, vagy a hazai sajtóhelyzetet kritizáló külföldi véleményekről szóló híreket.[106][107]
- Az EBESZ 2022 márciusában kiderült időközi jelentése aránytalan előnyt jelzett a kormányzó Fidesz párt számára. Eszerint a számos, kormány felé részrehajló intézkedés közé tartozik a közmédia „rendszerszintű politikai elfogultsága”, ahol nem jelennek meg ellenzéki politikusok. A Fidesz közeli Alapjogokért Központ elsőként reagálva azt írta a jelentésről, hogy az „megalapozatlan állításokat fogalmaz meg a magyar választási rendszerrel kapcsolatban”.[108] A szervezet a választások után is lényegében ugyanezeket az állításait fogalmazta meg, számos más, kormánynak kedvező körülményt számba véve.[109]
- 2022. április 2-án „háborúpárti tüntetésként” mutatta be a közmédia a megtámadott ukránok melletti tüntetést, amivel kapcsolatban csak ifj. Lomnici Zoltán kormányközeli jogászt kérdezték, aki ezt „baloldali, háborúpárti tüntetésként” értékelte.[110]
- 2022 áprilisában Bencsik Gábor, kormányközeli újságíró azután kritizálta a közmédiát, hogy az országgyűlési választások után Márki-Zay Péter, a választáson vesztes Egységben Magyarországért pártszövetség miniszterelnök-jelöltje háromnegyed órás szereplési lehetőséget kapott a 48 perc című műsorban, miközben a választások előtt összesen öt perc állt rendelkezésére. Bencsik szerint tarthatatlan a közszolgálati televízió politikai elfogultsága, ami „az ország ellenzéki felének is a televíziója, az ő adójukból is működik, ideje elkezdenie aszerint is viselkedni”, de kitér a már korábban is bírált, kizárólag kormányoldali értelmezésekre és az ellenzéki szereplők kizárására is a közmédiából.[111] A hirado.hu-n egy hosszabb, személyeskedő írásban kritizálták Bencsiket, kétségbe vonva szakmai hozzáértését, majd szerintük azzal cáfolva az ellenzéki szereplők negligálását, hogy csak az azóta már az Orbán-kormányoknak biztosként dolgozó, egykori szocialista Szili Katalint említették meg.[112] Bencsik egyebek mellett úgy reagált: „a hirado.hu ismeretlen szerzőjének cikke hazugságokkal, csúsztatásokkal van tele”.[113]
- Márki-Zay meg is jelent a közmédia műsorában, ahol szintén szembesítette a műsort vezető Lánczi Tamás kormánypárti politológussal, hogy évek után, csak egy ellenzéknek vesztes választás után hívnak be hosszabb időre ellenzéki politikust, amit Lánczi cáfolni próbált, mondván ők próbálták hívni, de Márki-Zay szerint ha a kampány idején tényleg hívták volna, örömmel eljött volna (Márki-Zay ebbéli kritikáinak a kampányban is többször hangot adott). Ehelyett a kormányzat ellene folytatott „karaktergyilkosságaival és hazugságaival” kellett megküzdenie, valamint kitért az EBESZ megállapításaira az aránytalan kampányviszonyok tekintetében.[114]
- 2022. április 28-án újabb valótlan cikk jelent meg a hirado.hu-n, ebben az osztrák heute.at hírét átvéve „Bécsben tapasztalt áruhiányról” számoltak be, amit az orosz–ukrán válságnak tudtak be, ezt pedig egy bolt üres hűtőpultjának képével illusztrálták. A valóságban azonban elromlott a berendezés, ezért pakolták ki belőle a hűtendő árukat, csakhogy ezzel az információval a hirado.hu már nem javította ki a hírt.[115]
- 2022. augusztus 20-án az augusztus 20-i nemzeti ünnep budapesti tűzijátékának elhalasztásáról döntöttek a várható rossz időjárási körülmények miatt, amiről a közmédia is rendben beszámolt; a fővárosi helyszínen végül nem volt vihar. Két nappal később Palkovics László technológiai és ipari miniszter augusztus 22-ével felmentette az Országos Meteorológiai Szolgálat (OMSZ) két vezetőjét, ami többek bírálatát váltotta ki, mivel szerintük politikai okok álltak a menesztés mögött.[116] Az eset után a közmédia a saját korábbi anyaga megváltoztatásával is azt a kormányközeli médiumokban megjelent narratívát közvetítette, amiben az OMSZ-ot hibáztatták „téves riasztást” emlegetve, holott az időjárás sokszor bizonytalan, és máshol voltak viharok.[117][118]
- Hadházy Ákos független képviselő 2022. október 28. és november 4. között az MTVA Kunigunda utcai székháza elé települt egy sátorral, melyet az épülettel szemközti oldalon állított fel. A képviselő az akcióval a közmédia politikai elfogultságára hívta fel ismét a figyelmet, valamint az aktuális nemzeti konzultációt kritizálta, távlati célként pedig az épület blokádjára szólított fel, hogy az adóforintokból működő médiumtól a valóság bemutatását érjék el, ezen kívül fogadóórát is tartott az ott megjelent érdeklődőknek.[119] Az akciót a közmédia stábja folyamatosan megfigyelte és kamerázta, amiről a képviselő videókat is bemutatott, de Hadházyval egyszer sem csináltak interjút, hogy a médiumban bemutassák álláspontját. Ehelyett október 31-én sértett hangú, személyeskedő stílusú közleményben reagáltak Hadházy felvetéseire, azt állítva, hogy a képviselő hazudik; szerintük „a stáb mindössze a képviselő hírérték szempontjából értékelhető »performanszait«, aktivitásait dokumentálja annak érdekében, hogy adott esetben a köztudottan olcsó politikai balhék gerjesztésében érdekelt képviselő valótlan állításait egyértelműen cáfolhassa.” Hozzátették: „A televíziós újságíró szakma része, hogy a hiteles tájékoztatás érdekében egy-egy hosszabb esemény teljes ideje alatt a helyszínen tartózkodnak a stábok, ezért Hadházy Ákos kirohanása a közmédia ellen egyértelmű bizonyítéka annak, hogy számára kellemetlen, ha nem tud akadálytalanul hazudni”.[120][121][122] November 4-én többezres tüntetéssel ért véget Hadházy akciója, az esemény végét tudatosan az 1956-os forradalom leverésének évfordulójára időzítve. A tüntetésen több felszólaló is részt vett, akik a kormányt és az MTVA-t, illetve általában a kormánypropagandát kritizáló felszólalásokat tartottak. Az eseményen megjelent jelentős rendőri jelenlét megakadályozott minden esetleges rendbontást, de Hadházy is felszólította a tüntetőket, hogy ne kövessenek el törvénysértést, a tüntetés végül este fél kilenc körül ért véget.[123] Az MTVA a tüntetést is hamisan, a valóságot elhallgatva tálalta: egyetlen alkalommal sem tettek említést arról, hogy a demonstrációval pont az MTVA-t kritizálták, többek közt hírcenzúrát és Papp Dániel menesztését emlegetve, ehelyett „pedagógusdemonstrációként” számoltak be a történtekről, miután pedagógusok is felszólaltak a rendezvényen; igaz, a pedagógusok korábbi tüntetésein megfogalmazott 9 pontos követelése elhangzott végre a közmédiában.[124]
- 2022. november 28-án jogerősen pert nyert a Kúrián az MTVA két olyan perben, amik azért indultak, mert korábban megtagadták bizonyos közlemények kiadását a DK és a MÚOSZ részéről. Az ítélet indoklása szerint ugyanis a médiumnak joga van minden olyan közlemény kiadását megtagadni, amelyről feltételezhető, hogy az alkalmas lehet más személy személyiségi jogainak megsértésére. Az ítelet után nem sokkal már meg is jelentettek egy MÚOSZ-t lejártani kívánó anyagot, amiben még a KGB-vel is megpróbálták összemosni.[125]
- 2022. december 14-én Tompos Márton, a Momentum frakcióvezető-helyettese az M1 Ma reggel című műsorában jelent meg, először ellenzéki közszereplőként az MTVA-ban a tanártiltakozások kezdete óta. A politikus itt a diákok követeléseiből is idézett és felsorolta a polgári engedetlenség miatt kirúgott 13 tanár nevét. A párt egy közleményt is meg szeretett volna jelentetni ezzel kapcsolatban az MTI-ben, de azt a közmédia arra való hivatkozással utasította el, hogy a jogszabályok értelmében a közszolgálati médiaszolgáltatónak joga van „jó hírneve védelmében” megtagadási jogát gyakorolni. Úgy fogalmaztak egy, fentebb is idézett bírósági ítéletre hivatkozva: „hiába egy jogerős bírósági döntés, a balliberális sajtó cenzúrát kiált”.[126][127] Azt is tagadták, hogy nem számoltak volna be elégszer a tiltakozásokról, miközben abban a nagyjából egy órás híradóban, ahol ez elhangzott csak a 49. percben volt szó erről, előtte és utána pedig politikailag elfogult híranyagokat közöltek, amikben a tiltakozók és a „baloldal” közti összefogást vélelmezték.[128] Altorjai Anita, a Duna Médiaszolgáltató Zrt. újabb igazgatója is annyival intézte el a közmédiában megjelent tüntetőket és ellenzéket összemosó, valamint ellenzéket dehonesztáló híreket, hogy „a szerkesztői szabadság része, hogy az M1 Híradó munkatársai meghatározhatják, miről és hogyan számolnak be”, hozzátéve, hogy „a szerkesztők döntése törvényi védelem alatt áll.”[129]
- 2022 decemberében Kárász Róbert (Tartalomfejlesztésért Felelős Igazgató) kinevezése előtt az ATV műsorvezetőjeként több kritikát is kapott kormányközeli szereplők iránti elfogultsága, és az alapítványához érkező állami támogatások miatt (lásd: távozása az ATV-től), ezért megkérdőjelezhető, hogy a közszolgálati média vezetőjeként pártatlanul, a politikai és világnézeti semlegesség alapján el tudja-e látni feladatát. Amikor szárnyra kapott a hír, hogy a közmédiához távozik az ATV-ből, előbb cáfolták hírt a médiában, majd mégis kiderült, hogy igaz, amit a Duna Médiaszolgáltató a Hirado.hu weboldalán tett közzé, olyan módon, hogy közben az ellenzéki médiát hosszan ekézte, kiemelve benne az MTVA-tól való függetlenségüket.[130][131]
- A kormányközeli Rákay Philiphez köthető, 600 millió forintból készült Aranybulla című sorozat, amelynek költségei utóbb már egymilliárd forintra rúgtak[132] 2022 karácsonyán debütált a Duna csatornán. Míg az MTVA „hatalmas sikernek” nevezte nagyon hamar megszaporodtak a negatív vélemények és a sorozat napokon belül mind kritikusi, mind nézői oldalról megbukott. A médium „Sikert aratott az idei év legnagyobb filmes dobása, az Aranybulla” című bejegyzésében ráadásul először még az szerepelt, hogy „az irodalmi klasszikus ezúttal modernebb köntösben, de korhű, részletgazdag látványvilággal és nagyszerű alakításokkal mutatta be a fordulatos szerelmi történetet”, amire az Átrium Színház[133] úgy reagált:

Az „Aranybulla” nem „irodalmi klasszikus”, hanem a II. András magyar király által 1222. április 24-én a székesfehérvári országgyűlésen kiadott, függőpecséttel ellátott királyi okirat.

Az „Aranybulla” nem is „szerelmi történet”, hanem a magyar nemesség jogait először rögzítő jogi erejű nyilatkozat.

Az „Aranybulla” sorozat nem irodalmi alapanyagból készített fordulatos szerelmi történet, hanem eredeti forgatókönyv alapján készült, fikciós elemekkel bővített, az események történelmi hátterét és folyamatát bemutatni szándékozó televíziós alkotás.
Hozzátették: „meg tudják érteni, ha az MTVA social media osztályán dolgozók maguk sem hajlandók megtekinteni a művet, amelyet propagálni szándékoznak, de 130 milliárdból talán kitelne olyan szakemberek alkalmazása, akik legalább jártak irodalom- és történelemórára”. A bejegyzéséből később eltűntették az inkriminált részeket. A botrány nem csitult az igen költséges sorozat technikai, színészi, szakmai és történelmi baklövései miatt, amelyre Rákay Philip úgy reagált, hogy csupán politikai okokból teszik tönkre a film hírét, magyarellenességet, amerikai beavatkozást és Soros Györgyöt emlegetve. A botrányt tetézte, hogy az Aranybullában számtalan aktuálpolitikai utalást helyeztek el, amelyek a kormánypárt retorikájának és különböző kampányainak gyakori témái, illetve Veréb Tamás a Trónok harca c. amerikai produkcióhoz hasonlította a sorozatot.
- 2023 februárjában egy M2-n sugárzott könnyűzenei műsorban kivágták Orbán nevét Beton.Hofi rapper Bagira című dalának szövegéből, ahol a miniszterelnök negatív kontextusban tűnik fel, mikor a vonatkozó részt egyszerűen lenémították.[140]
- 2023. február 19-én a kecskeméti Urunk mennybemenetele-templom miséjének felvett anyagából került ki egy 15 perces rész, amiben Finta József plébános beszédében egy tanárnőről és a mások erőszakos legyőzésével elérhető hatalomról értekezik. A jelenségre Hadházy Ákos független képviselő hívta fel a figyelmet Őrület és szintlépés: az állami rádió már a szentmiséket is cenzúrázza! című Facebook-bejegyzésében, aki szerint a beszéd inkriminált részében a kormányzat önmaga erkölcsi visszáságai köszönnek vissza, és valószínűleg ez szúrhatta a „propagandisták” szemét. A közmédia egy közleményben „technikai hibára” hivatkozott a hiányosan rögzített anyag miatt, ezen kívül elnézést kért a plébánostól, valamint valamennyi hívőtől.[141]
- 2023. március 10-én a közmédia „kiemelkedő munkatársainak” díjazása kapcsán Papp Dániel, azt MTVA vezérigazgatója arról is beszélt, hogy a közmédia is nehézségekkel néz szembe a 2023-as évben a gazdasági válság és a háború miatt. Mindeközben a közmédia ebben az évben 127,577 milliárd forintból gazdálkodhat, és még saját autómosót is telepít 34,9 millió forintért.[142]
- 2023 április elején az M4 Sport Sport7 című sportműsorában Kósa Lajost, a Magyar Országos Korcsolyázó Szövetség elnökét kritizálták amiatt, hogy kevés magyar korcsolyázó kerül be a szervezet által felállított keretbe, de az kimaradt a műsorból, hogy Kósa a Fidesz alelnöke és az Országgyűlés honvédelmi és rendészeti bizottságának elnöke.[143]
- 2023. április 13-án egy ismeretlen szerzőjű, sértett hangú politikai tartalmú cikk jelent meg David Pressman amerikai nagykövetről a hirado.hu-n, miután a nagykövet ezen a napon az amerikai kormány szankciós intézkedéseit jelentette be, melyek a Magyarországon székelő, vitatott hátterű Nemzetközi Beruházási Bankot és részben magyar vezetőit érintették. A névtelen, ezért az MTVA közleményeként is értékelhető bejegyzés a magyar kormány retorikájából visszaköszönő kifejezések használata mellett azt rótta fel Pressmannek, hogy a most szankciónálló Egyesült Államok az 1956-os forradalom idején cserben hagyta Magyarországot.[144][145]
- Radics Péter, a YouTube-on rendszeresen, régi és új műsorokat parodizáló videókat közreadó youtuber arról számolt be, hogy a NAV rendőri kísérettel házkutatást tartott nála 2023. május 9-én, mert egy még 2016-ban közreadott videójában Süsü, a sárkányt parodizálta ki, amely videóból a házkutatást kezdeményező MTVA szerint szerzői jogi okokból meg kellett volna semmisíteni az eredeti filmrészleteket, de ezek Radics elmondása szerint ennyi év után már rég nem voltak a birtokában. Egy külön videóban elmesélve az esetet felhívta a figyelmet, hogy a házkutatást elrendelő okirat szerint 2020. február 25-én észlelte az MTVA a szerinte szerzői jogi problémát, ami miatt viszont csak három évvel később jelentek meg rögtön házkutatással a hatóságok, amit amiatt is furcsált, mert vitatott esetekben a protokoll a videó letiltása, vagy a jogtulajdonos levél útján történő panasza a gyártó vagy a videószolgáltató felé, amire Radics és az MTVA között már korábban is volt példa, ezért is tűnt érthetetlennek számára a hatóság mostani megjelenése. A kissé szürreális ügy jellege miatt elmondása szerint a hatóság embereiből is utóbb derültséget váltott ki. A NAV és az MTVA utólag sem kommentálta az esetet.[146]
- 2023. május 14-én nyílt napot tartottak a Sándor-palotában, Novák Katalin köztársasági elnök egy éves beiktatása alkalmából, melyről a közmédia is beszámolt. Novák azokkal a pedagógusokat érintő úgynevezett státusztörvény ellen tiltakozó pedagógusokkal is találkozott, akik az ezen alkalomból mentek fel a Várba, de ezt a tudósításokból már kihagyták.[147]
- 2023 május végén egy május 2-i Híradó-riportról derült ki, hogy az abban megszólaltatott autósok véleményét, akiket a felújított Lánchíd lezárásáról és megváltoztatott forgalmáról kérdeztek úgy változtatták meg, hogy az az intézkedést meghozó ellenzéki fővárosi vezetés kritikájának tűnjön, miközben ez nem felelt meg a valóságnak.[148] A közmédia az eset után az azt bemutató 444.hu-t próbálta lejáratni, egyebek mellett „hazugnak” és „Soros blognak” nevezve, ezen kívül azt állította, hogy a riportok ilyen megvágása „mindenhol a világon így készül egy híradós összeállításban”, ahol „a szerkesztői szabadság elve alapján kiválasztja a 3-4 perces interjúkból azokat a részleteket, amelyeket fontosnak gondol.” Az eset után Karácsony Gergely főpolgármester is kritizálta „újabb bizonyítékát a köztévé manipulációjának”.[149]
- Nem sokkal ezután június 5-én adtak hírt újabb hasonló hírmanipulációról, amikor még 2022. január 31-én egy, a pedagógusokra vonatkozó úgynevezett státusztörvény miatt sztrájkoló tanár nyilatkozatát változtatták meg a riport megvágásával. A pedagógus a Debrecen TV-nek adott interjút, ezután került az anyag az M1-hez, ahol az eredetileg kritikákkal megfogalmazott nyilatkozat ott már hamis látszatot keltve úgy szerepelt a tudósításokban, hogy a pedagógus tulajdonképpen elégedett a helyzetével, miközben ennek épp az ellenkezőjéről nyilatkozott, az erről szóló részeket azonban kivágták az eredetileg hosszabb interjúból. A nyilatkozó tanár, Borsos Tamás elmondása szerint maga is megdöbbent a mondandójának ilyen fajta „cseles kiollózásán”.[150]
- 2024 októberében ismét egy civilnek beállított belsős munkatársat szerepeltettek az aktuális Nemzeti Konzultációról szóló egyik riportban, ahol a „civil” Fábián Martinról utóbb derült ki, hogy az MTVA-val szerződésben álló Zalaegerszegi Televízió operatőre. A hírt a megjelenés után cáfolni próbálta az MTVA, mondván Fábián már több mint egy éve nem munkavállalója a Zalaegerszegi Televíziónak, ennek azonban ellent mondott, hogy a neve a hír közreadásakor még a televízió alkalmazottai között szerepelt.[151]
- A Lakmusz médiaportál 2024 novemberében közreadott cikke szerint három heten át követték figyelemmel az M1 19:30-as híradóját arra fókuszálva, hogy az időközben támogatottságban a Fidesz kihívójává váló Magyar Péter és pártja, a TISZA Párt milyen kontextusban jelenik meg a műsorban. A megfigyelés szerint kiegyensúlyozatlanul, alapvetően negatív, lekicsinylő stílusban viszonyultak a riportok és a megjelenő vendégek Magyarhoz és pártjához, ezen kívül hozzátették, hogy a híradóban más kormányközeli médiumok cikkeit vették át, legtöbbször a Magyar Nemzet cikkeit bármiféle hozzáadott információ vagy kritika nélkül, illetve a TISZA Pártot egyszer sem keresték meg a róluk szóló hírek kapcsán.[152]
- David Pressman amerikai nagykövet a 2024-es amerikai elnökválasztás és mandátuma lejárta után 2025 januárjában hagyta el hazánkat. Pressman távozása kapcsán az M1 híradója azt a valótlanságot állította, mintha a távozó nagykövet a repülőtéren úgy fogalmazott volna, hogy csodálatosnak értékelte magyarországi tevékenységét, ezzel szemben csak annyit mondott a riportereknek, hogy „Wonderful to see you”, azaz „Csodálatos, hogy látom önt/önöket”, ettől függetlenül a műsorban továbbra is a megmásított jelentéstartalmat interpretálták. Ismert, hogy Pressman többször is kritizálta az Orbán-kormányt, közvetlen távozása előtt pedig azt is bejelentette, hogy az amerikai kormányzat szankciós listára tette Rogán Antal minisztert.[153][154] Szintén amerikai szankciók miatt kritizálta Pressmant a közmédia még 2023 áprilisában egy névtelen cikkben.[145]
- A Telex.hu hírportál 2025 tavaszán érdeklődött az MTVA-nál arról, hogy miért támogatják Káel Csaba filmügyi kormánybiztos készülő filmjét, a Magyar menyegzőt, és pontosan mennyi közpénzt adnak rá. A médium érdemi válasz helyett a következő szöveget küldte: „Válaszunk megküldése előtt kérjük, hogy hivatalos formában közöljék: milyen külföldi vagy külföldi tulajdonban lévő szervezettől vagy magánszemélytől, milyen összegű támogatást kaptak 2023. január 1. óta. Szeretnénk tudni, kinek a megbízásából kérnek adatokat, s az nem ellentétes-e a magyar jogszabályokkal. Gyors visszajelzésüket előre is köszönjük, hogy mielőbb megválaszolhassuk kérdéseiket!” A válasz a Telex szerint rámutatott, hogy a közmédia nem akar elszámolni az adóforintokkal, amikből működik az adófizető polgárok felé, és az emiatt feltett kérdésre, miszerint mire mennyi közpénzt adnak támogatásként érdemi válasz helyett titkolózik és hazugságokkal vádaskodik.[155]
- A médiatörvény megsértése merült fel, miután az M1 és az M4 Sport adásaiban 2025 tavaszán a kormány „Voks2025” nevű kampányára buzdító logó jelent meg, ami a kormányzat Ukrajna uniós tagságának véleményezéséről szól. A burkolt politikai reklám szembe megy a hatályos jogszabályokkal, mivel a közmédia nyíltan segít kormányzati politikai termékek népszerűsítésében. A médium egy évvel korábban is követett el hasonló politikai tartalmú népszerűsítést.[156]
- 2025. június 26-án a hirado.hu-n minden újságírói kontextus nélkül adták közre Kocsis Máté, a Fidesz frakcióvezetőjének Facebook-posztját, amiben a politikus Magyar Pétert és uniós politikusokat kritizál. A publikáció tovább erősítette azt a látszatot, hogy a közmédia a Fidesz és politikusai közvetlen szócsőveként működik.[157] A közmédián többször adták közre korábban is tudósításként a kormány kampányvideóit, ami miatt elmarasztalás is született.[158]
- 2025 júliusában tudósításként jelentettek meg az M1 Híradóban egy MI által generált, úgynevezett „deepfake”-videót, mely a kormányközeli Nemzeti Ellenállás Mozgalom által készült. Ebben Magyar Péter, a Tisza Párt elnöke Volodimir Zelenszkij ukrán elnökkel „egy csónakban evezve” lezuhannak egy vízesésbe. A riportot a hírolvasó, Székely Áron azzal vezette fel: „miközben Brüsszelben bemutatták az új EU-költségvetést, Magyar Péter a Tisztán evezget”, utalva arra, hogy Magyar ez időben országjáráson vett részt, ami során kenuval is közlekedett. A riporttal a médium ismét nyílt politikai állásfoglalást tett, ami nem összeegyeztethető a közszolgálatisággal.[159]